# 方鎮邦

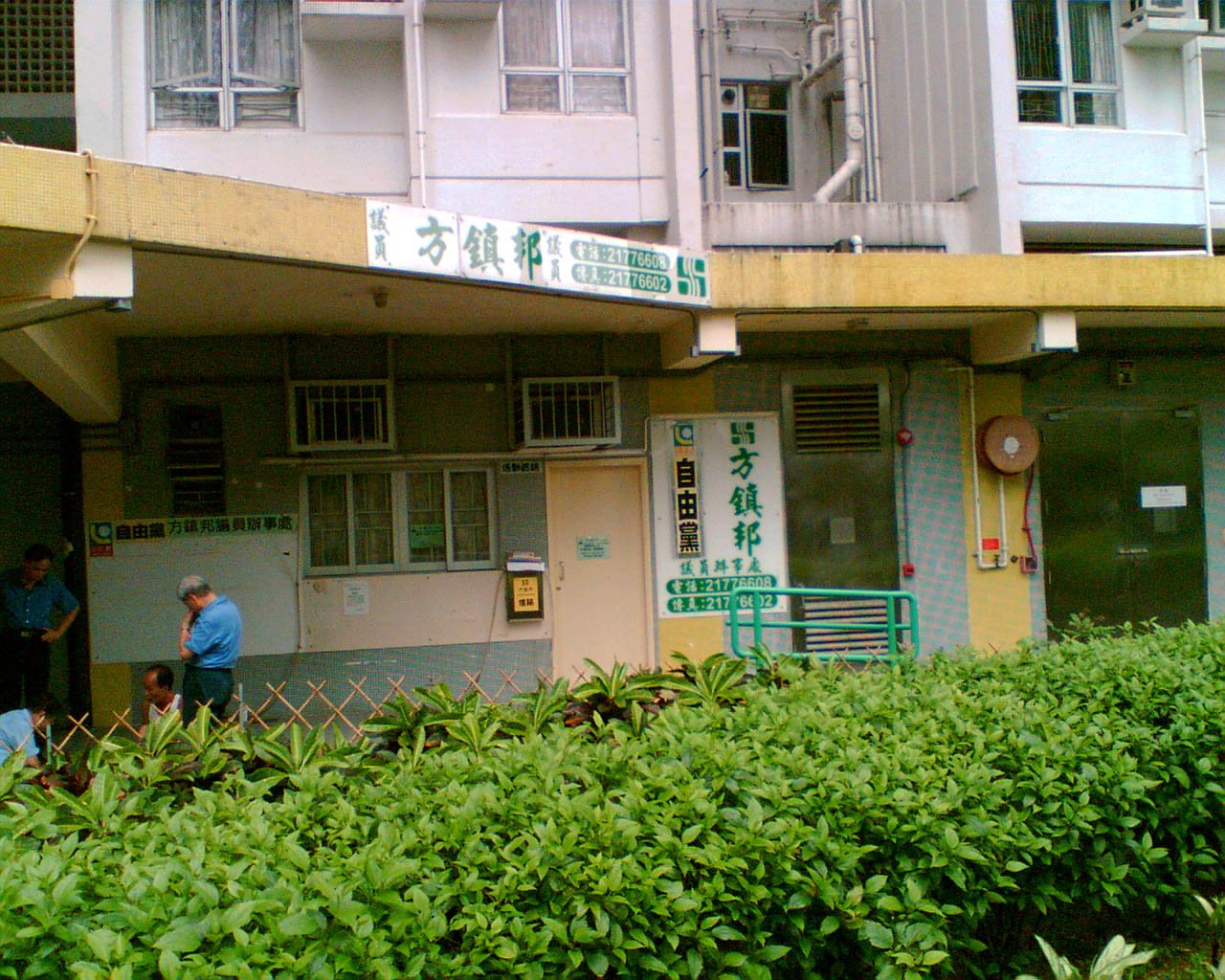
頌智樓方鎮邦議員辦事處(直到2006年5月為止，現為葛珮帆立法會議員辦事處)

方鎮邦（英語：Stephen Fong Chun-bong），香港前政治人物，前民主黨及自由黨成員，第二屆沙田區議會頌安選區民選區議員。方鎮邦因涉桃色糾紛而退黨轉投自由黨及一度失蹤。方鎮邦因涉嫌騙取區議會營運開支津貼，被廉政公署拘捕及起訴。

## 簡歷
方鎮邦原本任職銀行外匯部，2000年因法團事務認識民主黨區議員，後來加入民主黨，任地區幹事。
在2003年香港區議會選舉，方在沙田頌安選區以59票之差擊敗競逐連任的民建聯陳克勤，成為民選區議員。
方其後因涉及桃色事件，於2006年1月被要求退出民主黨，隨即轉投自由黨。

## 是非
方鎮邦的議員辦事處設於頌安邨頌智樓地下。方在2006年期間曾經失蹤，缺席多次區議會會議。其議員辦事處後來也因欠租，被房屋署收回。
方鎮邦被自由黨開除黨籍。廉政公署於2007年7月4日拘捕及起訴方，指他涉嫌騙取區議會營運開支津貼合共14,000元，訛稱用作支付辦公室助理薪金。方於沙田裁判法院被判兩項欺詐罪名成立，11月26日被判即時監禁4個月，並褫奪議席。